# فرانسیسکو بوسکاتو
فرانسیسکو بوسکاتو (اسپانیایی: Francisco Buscató‎؛ زادهٔ ۲۱ آوریل ۱۹۴۰) بازیکن و مربی بسکتبال اهل اسپانیا بود.
وی همچنین برندهٔ جوایزی همچون جایزه کرئو د سن ژردی شده‌است.
از باشگاه‌هایی که در آن بازی کرده‌است می‌توان به باشگاه بسکتبال بارسلونا و باشگاه بسکتبال یوونتوت بادالونا اشاره کرد.
وی در مسابقات کشوری و بین‌المللی در مجموع برندهٔ ۱ مدال نقره شده‌است.